# Projekt Strukturentwicklung Zoll
Mit dem Projekt Strukturentwicklung Zoll (abgekürzt PSZ; alternativer Name Projekt Strukturentwicklung Bundesfinanzverwaltung – Zollverwaltung) des deutschen Bundesministeriums der Finanzen wurden – insbesondere durch die Änderung des Finanzverwaltungsgesetzes zum 1. Januar 2008 – umfangreiche Änderungen innerhalb der Bundeszollverwaltung vorgenommen, so dass diese komplett – mit Ausnahme des Zollfahndungsdienstes – neu organisiert wurde.

## Geschichte
2004 startete das Projekt Strukturentwicklung Zoll. Am 11. April 2006 wurde das Eckpunktepapier Beschluss des Lenkungsausschusses des Projektes Strukturentwicklung Zoll veröffentlicht. Im Oktober 2006 folgte die Veröffentlichung des Grobkonzeptes, im November 2007 die des Feinkonzeptes. Mit Wirkung vom 1. Januar 2008 wurden fünf Bundesfinanzdirektionen mit Änderung des Finanzverwaltungsgesetzes und anderer Gesetze geschaffen.
2014 startete das Projekt Strukturentwicklung Zoll – Projekt Generalzolldirektion mit dem Ziel der Schaffung einer Generalzolldirektion als Ersatz für die fünf Bundesfinanzdirektionen zum 1. Januar 2016. Anfang 2015 wurde das Konzept Projekt Generalzolldirektion dazu vorgestellt. Mit Beschluss des Bundeskabinetts vom 6. Mai 2015 wurde mit der Umsetzung des Konzepts begonnen. Am 1. Januar 2016 ersetzte die Generalzolldirektion schließlich die Bundesfinanzdirektionen.

## Beispielhafte Änderungen bis 2008
- Auflösung der Mischverwaltung: Aus den Oberfinanzdirektionen, die teils jeweilige Landes- und teils Bundesbehörde waren, wurde der Bundesanteil (die Zoll- und Verbrauchsteuerabteilungen) herausgenommen und in die neugegründeten Bundesfinanzdirektionen integriert. Einige Oberfinanzdirektionen blieben als reine Landesbehörden weiterhin bestehen.
- Die alten Bezirke der Oberfinanzdirektionen wurden neu geschnitten, so dass einige Hauptzollämter den Bezirk gewechselt haben. Beispielsweise gehören die Hauptzollämter Oldenburg und Bremen nicht mehr der Oberfinanzdirektion Hannover (jetzt BFD Mitte in Potsdam) an, sondern der Bundesfinanzdirektion Nord in Hamburg.
- Die Sachgebiete der Hauptzollämter wurden völlig neu strukturiert: Die bisherigen Sachgebiete C (u. a. Abrechnungen der Fachverfahren, Fachaufsicht über die Zollämter) wurden den Sachgebieten B (Grundsatzangelegenheiten, Zölle und Verbrauchsteuern usw.) zugeordnet und anstelle der alten Sachgebiete C neue mit dieser Bezeichnung errichtet, in denen der Großteil der Vollzugskräfte untergebracht wurde (Grenzaufsichtsdienst, die Vorfeldkontrolle von den Flughafenzollämtern, die vormals im eigenen Sachgebiet E ansässige Finanzkontrolle Schwarzarbeit, die zuvor im Prüfungssachgebiet D eingeordneten Mobilen Kontrollgruppen usw.). Zudem gab es viele kleinere organisatorische Änderungen innerhalb der Sachgebiete, wie beispielsweise die Neuschaffung von Fach- und Arbeitsgruppen.
- Änderungen innerhalb des (neuen) Sachgebietes C: der Grenzaufsichtsdienst mit seinen Zollkommissariaten und Grenzaufsichtsstellen wurde umgewandelt in Kontrolleinheiten Grenznaher Raum (KE gnR), der Wasserzoll in Kontrolleinheiten See (KE See), die Mobilen Kontrollgruppen in die Kontrolleinheiten Verkehrswege (KEV), die Präventionseinheit der Finanzkontrollen Schwarzarbeit in die Kontrolleinheiten Prävention Schwarzarbeit (KEP).
- Die Zolllehranstalten, die Zolltechnischen Prüfungs- und Lehranstalten, die Bildungszentren der Bundeszollverwaltung, die Zollhundeschulen und das Zollinfocenter wurden in das neugegründete Bildungs- und Wissenschaftszentrum integriert.
- Weitere durchgeführte Änderungen sind beispielsweise die Einrichtung und Zuordnung von spezialisierten Abteilungen innerhalb der Bundeszollverwaltung (Vororte, Zentralstellen und Koordinierende Stellen).